# Aegirosaurus
Aegirosaurus là một chi đã tuyệt chủng của loài platypterygiine ophthalmosaurid ichthyizards được biết đến từ kỷ Jura muộn và kỷ Phấn trắng sớm của châu Âu.

## Khám phá
Được mô tả ban đầu bởi Wagner (1853) là một loài thuộc chi Ichthyosaurus (I. leptospondylus), loài Aegirosaurus leptospondylus đã có lịch sử phân loại không ổn định. Nó từng được đề cập là thuộc về loài Ichthyosaurus trigonus posthumus (sau này được phân loại lại trong chi đáng ngờ Macropterygius) trong quá khứ, và đôi khi được xác định là thuộc về Brachypterygius extremus.
Năm 2000, Bardet và Fernández đã chọn một bộ xương hoàn chỉnh trong một bộ sưu tập tư nhân làm kiểu mẫu cho loài I. leptospondylus, vì mẫu vật duy nhất được mô tả khác đã bị phá hủy trong Thế chiến II. Một mẫu vật thứ hai từ bộ sưu tập Munich đã được chuyển đến cùng một đơn vị phân loại. Bardet và Fernández kết luận rằng kiểu mẫu nên được gán cho một chi mới, Aegirosaurus. Tên này có nghĩa là thằn lằn 'Aegir (thần Giéc-man của đại dương) với các đốt sống mảnh khảnh'.
Trong họ Ophthalmosauridae, các nhà khoa học từng tin rằng Aegirosaurus có liên quan mật thiết nhất với Ophthalmosaurus. Tuy nhiên, nhiều phân tích gần đây cho thấy nó có liên quan chặt chẽ hơn với Sveltonectes (và có lẽ là với Undorosaurus). Dòng dõi Aegirosaurus cũng được tìm thấy bao gồm Brachypterygius và Maiaspondylus, và làm tổ trong Platypterygiinae, là loài chị em của Ophthalmosaurinae.